# Liste von Krankenhäusern in Bottrop
Diese Liste der Krankenhäuser in Bottrop führt die aktuellen Krankenhäuser in Bottrop, Nordrhein-Westfalen, auf.

## Liste
In der Reihenfolge der Gründung:
| Name                                         | Eröffnung | Bemerkungen                                                                                                   | Bild |
| -------------------------------------------- | --------- | --- | ---- |
| Marienhospital Bottrop                       | 1868      | Akutkrankenhaus der Regelversorgung.                                                                          |      |
| St. Antonius-Krankenhaus Bottrop-Kirchhellen | 1909      | In Kirchhellen. Träger: Katholische Kliniken Emscher-Lippe GmbH                                               |      |
| Knappschaft Kliniken Bottrop                 | 1931      | Akutkrankenhaus der Regelversorgung, ehem. Knappschaftskrankenhaus. Träger: Knappschaft Kliniken Bottrop GmbH |      |